# Wendelau
Wendelau war ein Ort im Kreis Heiligenbeil in Ostpreußen. Seine Ortsstelle befindet sich heute auf dem Gebiet des Munizipalkreises Rajon Bagrationowsk (Stadtkreis Preußisch Eylau) in der russischen Oblast Kaliningrad (Gebiet Königsberg (Preußen)).

## Geographische Lage
Die Ortsstelle Wendelaus liegt im südlichen Westen der Oblast Kaliningrad, 20 Kilometer nordöstlich der früheren Kreisstadt Heiligenbeil (russisch Mamonowo) bzw. 33 Kilometer nordwestlich der heutigen Rajonshauptstadt Bagrationowsk (deutsch Preußisch Eylau).

## Geschichte
Im Jahre 1263 wurde der Gutsort Wendilauches Feld erstmals urkundlich erwähnt. Nach 1284 hieß der Ort Blewothin, nach 1408 Pomocheln, um 1638 Wednelauchs, nach 1641 Wendelaus, nach 1724 Windlau, vor 1785 Wendlau und nach 1871 Wendelau.
Am 1. Januar 1883 wurde der Gutsbezirk Wendelau als eigenständiger Ort innerhalb des seit 1874 bestehenden Amtsbezirks Laukitten (russisch Bolschedoroschnoje) im ostpreußischen Kreis Heiligenbeil genannt. 60 Einwohner zählte Wendelau im Jahre 1910.
Am 30. September 1928 gab Wendelau seine Eigenständigkeit auf und vereinte sich mit den Nachbarorten Kopainen und Laukitten (beide heute russisch Bolschedoroschnoje) zur neuen Landgemeinde Laukitten.
Mit dem gesamten nördlichen Ostpreußen kam Wendelau 1945 in Kriegsfolge zur Sowjetunion. Doch nicht mehr als Siedlungsplatz, denn weder ist ein russischer Name bekannt noch eine Zugehörigkeit zu einem Dorfsowjet. Der Ort galt bald als verwaist und heute als untergegangen. Seine Ortsstelle gehört jetzt zum Rajon Bagrationowsk (Stadtkreis Preußisch Eylau) in der Oblast Kaliningrad der Russischen Föderation.

## Religion
Wendelau war bis 1945 in das Kirchspiel der evangelischen Kirche Pörschken (russisch Nowo-Moskowskoje) eingepfarrt. Es gehörte zur Kirchenprovinz Ostpreußen der Kirche der Altpreußischen Union.

## Verkehr
Die Ortsstelle Wendelaus liegt heute an einer Nebenstraße, die von der Kommunalstraße 27K-109 bei Bolschedoroschnoje (Laukitten und Kopainen) nach Nowo-Moskowskoje (Pörschken und Poplitten) führt.
Die nächste Bahnstation ist der Haltepunkt O.p. 1312 km (bis 1945 Pörschken) an der Bahnstrecke Kaliningrad–Mamonowo (deutsch Königsberg–Heiligenbeil), einem Teilabschnitt der einstigen Preußischen Ostbahn.